# 香港特別行政區行政會議
行政會議（簡稱行會，简称），香港主權移交前稱為行政局，是香港特別行政區的政府內閣及顧問機構，於香港政府內協助行政長官決策的最高級行政機構，由行政長官主持及任命成員。
現時行政會議有33位成員，包括行政長官（會議主席）、16位問責官員（官守議員）及16位非官方人士（非官守議員，包括召集人），成員均屬公職並支薪。行政會議每周在行政長官辦公室舉行一次會議，通常為星期二早上（公眾假期除外）。
《香港基本法》規定，行政長官作出任何重要決策前，均須徵詢行政會議的意見，即「行政長官會同行政會議」。行政會議實行保密制及集體負責制。

## 歷史
英國殖民地時期，行政局（成立初期稱為議政局）由香港總督主持，邀請知名社會人士擔任成員（當時稱為議員），通常有十多人，重要決策均需由總督會同行政局通過後才能執行。行政局議員由香港總督委任，分為「官守」（即正在擔任官職之意）和「非官守」兩類；有四名當然議員，包括駐港英軍三軍司令（至1993年）、布政司、財政司和律政司。
行政局議員需遵守和英國內閣相同的「保密制」及「集體負責制」：即是所有議員均需對會議過程保密，政策決定後各議員對外均需支持該政策。這制度在行政會議中仍然保留，但不少人、包括現任成員均認為這制度有需要檢討；而近年亦有少數例子，例如身兼立法會議員或非官守的行政會議成員公開反對政府政策，違反集體負責制。
香港主權移交後，行政局改稱行政會議，大致繼續其職能，但不設當然成員（不再稱為議員）；所有行政會議成員的任命和取消都由行政長官決定，但「保密制」及「集體負責制」維持至今。
1997年首任特首董建華上任，延續英治時期做法，只將三位司長納入，並無將政策局局長列為成員；但因為特首可隨時要求各級官員列席會議，故是否正式成員並不重要。2002年7月董建華推行高官問責制，將所有局長列入行政會議，令政府官員數目佔絕大多數（三位司長加上十一局長的官守議員合共十四位，而非官守成員只有五至七人），被指令非官守議員無法對行政長官決定政策產生影響力。
2005年曾蔭權接任行政長官後，增加行政會議非官方成員的人數，非官守議員及官守議員達至一比一。行政會議的官守議員除了三位司長會出席所有會議外，其他官守成員（即各決策局局長）可以選擇只在會議涉及本身負責的事務時才出席。

## 職能
主權移交前，行政局是港英政府醞釀政策的地方，香港總督在決定重要決策或向立法局提交法案前均先由香港總督會同行政局通過；由於在1991年立法局部分議席改為直選前，立法局議員大多數均由香港總督委任或間接選舉產生，而且不少立法局議員均兼任行政局議員，立法局實際只是「橡皮圖章」，不會遇到多少阻力；而如果香港總督不同意行政局大多數人決議時，他需要把原因交往英國外交部備案，因此行政局對香港總督決策有相當影響力。學者稱此模式為「行政吸納政治」。
主權移交後，行政會議只會向行政長官一人負責；行政長官如果不同意行政會議大多數人的決議時，只須將理由記錄在案。
前行政長官董建華只當行政會議為智囊團，行政會議失去原有作用；2002年董建華推行問責制後，所有問責司局長自動成為行政會議成員，作用減少。
曾蔭權上任後，恢復行政會議功能，增加官守和非官守成員，部分建制派立法會議員加入行政會議（一般為建制派政黨代表），使身兼行政會議成員的立法會議員成為政府在立法會的代表，被批評是向立法會箝票，確保法案獲得足夠票數支持。

## 現任成員
根據《基本法》，行政會議不如香港主權移交前的行政局般有當然議員。行政會議所有成員任免皆由行政長官決定；他們可來自行政機關主要官員、立法會議員和社會人士，任期不得超過任命他們的行政長官的任期（即最多五年）。

### 主席
| 姓名   | 政黨 | 政黨   | 職銜     |
| ------ | ---- | ------ | -------- |
| 李家超 |      | 無黨籍 | 行政長官 |

### 官守議員 (內閣成員)
- 司長

| 姓名   | 政黨       | 政黨   | 職銜       |
| ------ | ---------- | ------ | ---------- |
| 陳國基 |            | 無黨籍 | 政務司司長 |
| 陳茂波 | 財政司司長 | 無黨籍 |            |
| 林定國 | 律政司司長 | 無黨籍 |            |

- 副司長

| 姓名   | 政黨         | 政黨   | 職銜         |
| ------ | ------------ | ------ | ------------ |
| 卓永興 |              | 無黨籍 | 政務司副司長 |
| 黃偉綸 | 財政司副司長 | 無黨籍 |              |
| 張國鈞 | 律政司副司長 | 無黨籍 |              |

- 決策局局長

| 姓名     | 政黨                 | 政黨   | 職銜                 |
| -------- | -------------------- | ------ | -------------------- |
| 羅淑佩   |                      | 無黨籍 | 文化體育及旅遊局局長 |
| 曾國衞   | 政制及內地事務局局長 | 無黨籍 |                      |
| 鄧炳強   | 保安局局長           | 無黨籍 |                      |
| 謝展寰   | 環境及生態局局長     | 無黨籍 |                      |
| 蔡若蓮   | 教育局局長           | 無黨籍 |                      |
| 孫東     | 創新科技及工業局局長 | 無黨籍 |                      |
| 甯漢豪   | 發展局局長           | 無黨籍 |                      |
| 楊何蓓茵 | 公務員事務局局長     | 無黨籍 |                      |
| 陳美寶   | 運輸及物流局局長     | 無黨籍 |                      |
| 孫玉菡   | 勞工及福利局局長     | 無黨籍 |                      |
| 何永賢   | 房屋局局長           | 無黨籍 |                      |
| 盧寵茂   | 醫務衞生局局長       | 無黨籍 |                      |
| 丘應樺   | 商務及經濟發展局局長 | 無黨籍 |                      |
| 許正宇   |                      | 民建聯 | 財經事務及庫務局局長 |
| 麥美娟   |                      | 工聯會 | 民政及青年事務局局長 |

### 非官守議員
- 召集人

| 姓名     | 政黨                   | 政黨   | 其他公職   |
| -------- | ---------------------- | ------ | ---------- |
| 葉劉淑儀 |                        | 新民黨 | 新民黨主席 |
| 葉劉淑儀 | 立法會議員（香港島西） | 新民黨 |            |
| 葉劉淑儀 | 前任保安局局長         | 新民黨 |            |

- 成員

| 姓名     | 政黨                           | 政黨     | 其他公職               |
| -------- | ------------------------------ | -------- | ---------------------- |
| 李國章   |                                | 無黨籍   | 香港基本法委員會委員   |
| 李國章   | 東亞銀行副主席                 | 無黨籍   |                        |
| 李國章   | 前任港區全國政協委員           | 無黨籍   |                        |
| 李國章   | 前任教育統籌局局長             | 無黨籍   |                        |
| 李國章   | 前任香港大學校務委員會主席     | 無黨籍   |                        |
| 李國章   | 前任香港中文大學校長           | 無黨籍   |                        |
| 李國章   | 前任可持續發展委員會主席       | 無黨籍   |                        |
| 林健鋒   |                                | 經民聯   | 經民聯副主席           |
| 林健鋒   | 港區全國政協委員               | 經民聯   |                        |
| 林健鋒   | 立法會議員(商界(第一))         | 經民聯   |                        |
| 張宇人   |                                | 自由黨   | 自由黨黨魁             |
| 張宇人   | 立法會議員(飲食界)             | 自由黨   |                        |
| 廖長江   |                                | 無黨籍   | 立法會建制派召集人     |
| 廖長江   | 港區全國人大代表               | 無黨籍   |                        |
| 廖長江   | 立法會議員(商界(第二))         | 無黨籍   |                        |
| 廖長江   | 廉政公署貪污問題諮詢委員會主席 | 無黨籍   |                        |
| 林正財   |                                | 無黨籍   | 安老事務委員會主席     |
| 林正財   | 可持續發展委員會主席           | 無黨籍   |                        |
| 任志剛   |                                | 無黨籍   | 前任香港金融管理局總裁 |
| 劉業強   |                                | 經民聯   | 經民聯副主席           |
| 劉業強   | 港區全國政協委員               | 經民聯   |                        |
| 劉業強   | 立法會議員(鄉議局)             | 經民聯   |                        |
| 劉業強   | 新界鄉議局主席                 | 經民聯   |                        |
| 劉業強   | 屯門鄉事委員會主席             | 經民聯   |                        |
| 湯家驊   |                                | 民主思路 | 民主思路召集人         |
| 湯家驊   | 前任立法會議員(新界東)         | 民主思路 |                        |
| 湯家驊   | 前任香港大律師公會主席         | 民主思路 |                        |
| 湯家驊   | 前任公民黨成員                 | 民主思路 |                        |
| 吳秋北   |                                | 工聯會   | 工聯會會長             |
| 吳秋北   | 港區全國人大代表               | 工聯會   |                        |
| 吳秋北   | 立法會議員(香港島東)           | 工聯會   |                        |
| 陳克勤   |                                | 民建聯   | 民建聯主席             |
| 陳克勤   | 立法會議員(新界東北)           | 民建聯   |                        |
| 陳克勤   | 前任行政長官辦公室特別助理     | 民建聯   |                        |
| 高永文   |                                | 無黨籍   | 港區全國政協委員       |
| 高永文   | 前任食物及衞生局局長           | 無黨籍   |                        |
| 陳健波   |                                | 無黨籍   | 立法會議員(保險界)     |
| 陳健波   | 前任監警會副主席               | 無黨籍   |                        |
| 鄭慕智   |                                | 無黨籍   | 香港聖公會教省法律顧問 |
| 鄭慕智   | 香港恒生大學校務委員會主席     | 無黨籍   |                        |
| 鄭慕智   | 前任港區全國政協委員           | 無黨籍   |                        |
| 鄭慕智   | 前任保險業監管局主席           | 無黨籍   |                        |
| 陳清霞   |                                | 無黨籍   | 港區全國政協委員       |
| 陳清霞   | 德勤會計師事務所高級顧問       | 無黨籍   |                        |
| 梁高美懿 |                                | 無黨籍   | 港區全國政協委員       |
| 梁高美懿 | 香港大學司庫                   | 無黨籍   |                        |

## 历任成員
英屬香港行政局历任成員列於香港行政局非官守議員列表，香港特別行政區行政會議历任成員列於香港行政會議成員列表。

## 成員之利益登記冊
近代，香港行政會議成員都有利益申報規定，登記冊供社會公眾查閱，利益衝突接受公眾監督。行政會議成員的利益申報資料顯示香港本地物業業權及海外置業資料。報紙描述其中成員封為「樓王」、「樓后」、「收租王」、「新界地王」等。

## 外部連結
- 香港特別行政區行政會議 （页面存档备份，存于）